# 菊岡稔
菊岡 稔（きくおか みのる、1962年9月 - ）は、日本の実業家。

## 人物
1986年東京大学法学部卒業後、日本興業銀行入行。1992年ニューヨーク州弁護士資格取得。
2000年メリルリンチ証券ディレクター、2004年日東電工経営企画部長、2006年メンブレン事業部長、2011年理事経営統括部門長。
2014年日本電産常務執行役員。
2017年にジャパンディスプレイ入社後、財務統括部長、執行役員、常務執行役員CFOを経て、2019年9月、代表取締役社長兼社長執行役員兼CEO。2020年8月、代表執行役社長。12月退任。
2022年3月、アステラス製薬専務執行役員CFO。2023年3月菊岡は副社長就任が予定されていたが、一身上の都合を理由に退任を申し出た。